# 曹以雄
曹以雄（1957年—2024年9月22日），中華民國福建省連江縣政治人物，曾任議員、連江縣政府文化局局長。

## 生平
1957年，曹以雄出生於連江縣南竿鄉，畢業於馬祖高中。年輕時曾經駕駛過怪手，也擔任過臨時工。1987年，台灣地區解嚴，但中央政府隨即於1991年公告金馬地區二度戒嚴，曹以雄赴台前往立法院抗爭，呼籲解嚴。
在當選議員前，曹以雄曾任馬祖桌球協會主任委員和連江縣體育會理事。1994年，曹以雄當選第一屆連江縣議會議員。此後又連任兩次。卸任縣議員後，曹以雄於2006年3月1日接替陳寶官，擔任連江航業公司董事長。
2010年，連江縣文化局局長劉潤南調任交通局局長，曹以雄接任文化局長。在文化局長任內，曹氏大力推動「聚落保存」和「閒置空間再利用」，致力於閩東聚落建築的保存，修繕三百餘棟建築物，並指定重點保存聚落。在其任內，曹氏將北竿鄉芹壁村完整保留，並發展為馬祖著名的觀光勝地。
2014年底，曹以雄卸任文化局長，並於2015年認養南竿一座編號為十二的廢棄碉堡「么兩據點」，進行整理和活化，開設「刺鳥咖啡書店」，為馬祖史上第一間獨立書店。「刺鳥」一名取材自澳大利亞傳說，在該傳說中，有一種鳥終生都在追尋長滿尖刺的樹，找到後便將自己的心臟插入最長的刺枝，死前會唱出一生中唯一一首歌，也是最動聽的鳴聲。
2024年9月22日，曹以雄因肝癌，病逝於南竿鄉牛角村家中，有許多緬懷文章發表於社群網站，如南竿鄉公所前鄉長林樹清、網路媒體上下游市集總編輯楊語芸。

## 政治理念與思想
儘管馬祖居民大多數支持中國國民黨，曹以雄早在1990年代即長期支持民主進步黨的活動。1994年，民進黨主席施明德提出「金馬撤軍論」，主張金馬地區「非武裝化」。當時該論點激怒金馬居民，但曹以雄對施的論點頗有興趣。有一次施明德去馬祖時沒人願意接待，僅有曹以雄前往接機，兩人一拍即合，並結下多年的情誼。日後，曹以雄又多次接待民進黨籍政治人物，也成為民進黨籍人物探訪馬祖時必定訪問的對象。
曹以雄以馬祖本位的思考模式，主張「對我來說，台灣才是我的離島」，提出馬祖與福建省的商業互動長期皆有
，並著重聚落和文化保存。